# Parafia św. Karola Boromeusza w Wołowie
Parafia św. Karola Boromeusza w Wołowie – parafia rzymskokatolicki znajdująca się w dekanacie Wołów w archidiecezji wrocławskiej. Erygowana została w XIII wieku. Proboszczem jest ks. Krzysztof Kanton. Obsługiwana przez księży archidiecezjalnych.

## Obszar parafii
Pa5rafia obejmuje ulice w Wołowie:	Biała Góra, Chemiczna, Cicha, Gajowa, Garwolska, Gródek, Inwalidów Wojennych, Jasna, Kasztanowa, Kołłątaja, Komuny Paryskiej (nr. 28 do końca), Krótka, Krzywy Wołów, Lipowa, Listopadowa, Ludowa, Matejki, Nowa, Oliwna Góra, Osiedlowa, Piwna, Piłsudskiego, Powstańców Śl., Poznańska, Przechodnia, Rawicka, Reja, Robotnicza, Rynek (nr. 1-24), Rzemieślnicza, Sikorskiego, Sobieskiego, Ścinawska, Wiejska, Więzienna, Wileńska, Wrocławska, Wrzosowa, Zielona, Zielona Góra, Zwycięstwa oraz miejscowości: 	Garwoł, Miłcz, Sławowice, Straszowice, Stary Wołów, Wrzosy.